# Бангун, Кирас
Кирас Бангун известный, как Гарамата (Красноглазый) (индон. Kiras Bangun; 1852, Бату Каранг Голландская Ост-Индия (ныне округ Каро, Северная Суматра, Индонезия) — 22 октября 1942, Батукаранг, Северная Суматра) — национальный герой Индонезии.
В юности скитался из деревни в деревню, изучая обычаи и культуру батаков-каро.
В 1905 году Бангун начал участвовать в национально-освободительном движении, руководил подпольным движением в своём районе и сражался с голландцами на юго-востоке Аче, применяя партизанскую тактику. Через какое-то время голландцы, воспользовавшись сложившимися условиями, вынудили его покинуть укрытие, арестовали и сослали в Риунг. Бандунге был выпущен на свободу в 1909 году, хотя все еще находился под контролем колонизаторов. 
С 1919 по 1926 год вместе с двумя своими сыновьями возглавил восстание в Танах Каро. Сыновья были сосланы в Ципинанг, в то время как он продолжал свою борьбу против голландцев.
Бангун умер 22 октября 1942 года.
9 ноября 2005 года президентом Сусило Бамбанг Юдхойоно присвоил Бангуну звание Национального героя Индонезии.

### Итог
- Kiras Bangun (нид.)